# Лэдлерия
Лэдлерия (лат. Laidleria) — раннетриасовый темноспондил. Животное, из группы трематозавров. Череп очень плоский, в виде равнобедренного треугольника, с острой мордой. Зубы нижней челюсти крупнее, чем на верхней, есть нижнечелюстные «клыки». Верхнечелюстная кость отделена от хоаны шовным соединением между сошником и нёбом. Более 8 нёбных зубов. Орбиты некрупные, вблизи середины черепа, сближены, направлены вверх. Есть боковой вырост квадратоскуловой кости. Стремя массивное, барабанной перепонки не было. Орнамент черепа в виде ямок и гребней. Сохраняются желобки «боковой линии» на передне-верхней поверхности черепа. Тело уплощённое, массивное, покрытое мелкими многоугольными костными пластинками. Конечности плохо известны, хвост, вероятно, короткий. Длина черепа до 10 см, общая длина 30—40 см. Происходит из раннего триаса (зона Cynognathus) Южной Африки. Единственный вид — L. gracilis, описан Дж. Китчингом в 1958 году. Близкий род Uruyiella с единственным видом U. liminea описан в 2007 году из низов триаса Уругвая на основании фрагментов черепа. 
Образ жизни лэдлерий малопонятен. Иногда их считают наземными животными, но против этого свидетельствует наличие органов «боковой линии». Вероятно, всё же эти родичи плагиозавров были в основном водными малоподвижными охотниками за некрупной добычей.